# چلسو ۸۴۱۱
سیارک ۸۴۱۱ (به انگلیسی: 8411 Celso، نامگذاری:1996TO) هشت هزار و چهارصد و یازدهمین سیارک کشف شده‌است که در ۳ اکتبر ۱۹۹۶ کشف شد.
قدر مطلق سیارک برابر ۱۵٫۰۰ است.